# Estońska Formuła 3 Sezon 1979
1979 – dwunasty sezon Estońskiej Formuły 3.
O mistrzostwie decydował rozgrywany 26 maja wyścig na torze Bikernieki, który wyłaniał również mistrza Łotwy. Jego zwycięzcą i mistrzem Estonii został Mati Pentus.

## Wyniki wyścigu na torze Bikernieki
| P | Nr | Kierowca | Konstruktor        | Okr.         | Czas / Strata | Komentarz |  |
| - | -- | -------- | ------------------ | ------------ | ------------- | --------- |  |
| 1 |    |          | Mati Pentus        |              |               |           |  |
| 2 |    |          | Walerij Leontjew   |              |               |           |  |
| 3 |    |          | Jānis Ruštans      | Estonia-Łada |               |           |  |
| 4 |    |          | Anatolij Dmitrijew | Estonia-Łada |               |           |  |
| 5 |    |          | Hugo Jurševskis    | Estonia-Łada |               |           |  |
| 6 |    |          | Imant Barda        |              |               |           |  |
|   |    |          | Vilnis Pirtnieks   | Estonia-Łada |               |           |  |
| P | Nr | Kierowca | Konstruktor        | Okr.         | Czas / Strata | Komentarz |  |

## Klasyfikacja mistrzostw Estonii
| Poz. | Kierowca    | Zespół         |
| ---- | ----------- | -------------- |
| 1    | Mati Pentus | DOSAAF Tallinn |